# Ronald Mutsaars
Ronald Mutsaars (* 19. April 1979 in Schijndel) ist ein ehemaliger niederländischer Radrennfahrer.

## Sportliche Laufbahn
Mutsaars war im Straßenradsport und im Querfeldeinrennen (heutige Bezeichnung Cyclocross) aktiv. Von 2002 bis 2005 war er Berufsfahrer im Radsportteam Rabobank. Siege verzeichnete er in den Rennen Tour de Lleida 1999 (ein Etappenerfolg), bei Hasselt–Spa–Hasselt und im Flèche namuroise 2000, im Triptyque des Monts et Châteaux 2001 (ein Etappensieg). Zweiter wurde bei Gent–Wevelgem / Kattekoers–Ieper 1999, in der Tour du Poitou-Charentes 2004, Dritter bei Paris–Tours Espoirs 2000 und in der Thüringen-Rundfahrt 2001. Die Vuelta a España fuhr er zweimal. 2003 wurde er 138., 2004 kam er nicht ins Ziel.
Im Querfeldeinrennen wurde er zweimal Dritter der nationalen Meisterschaft der Junioren.